# Mount Ariel
Mount Ariel ist ein 1250 m hoher Berg an der Ostküste der westantarktischen Alexander-I.-Insel. Er ragt am südlichen Ende der Planet Heights oberhalb der Nordflanke des Uranus-Gletschers auf.
Vermutlich erstmals gesehen hat ihn der US-amerikanischen Polarforscher Lincoln Ellsworth bei seinem Transantarktisflug am 23. November 1935. Luftaufnahmen der US-amerikanischen Ronne Antarctic Research Expedition (1947–1948) dienten 1960 dem britischen Geographen Derek Searle vom Falkland Islands Dependencies Survey für eine Kartierung. Das UK Antarctic Place-Names Committee benannte ihn nach dem Uranusmond Ariel.